# Senabah
Senabah is een bestuurslaag in het regentschap Bengkulu Tengah van de provincie Bengkulu, Indonesië. Senabah telt 364 inwoners (volkstelling 2010).